# Lidingöbanan
Lidingöbanan eller SSLidJ (ursprungligen Stockholm–Södra Lidingöns Järnväg) är en förortsbana som huvudsakligen är belägen på södra Lidingö. Banan sträcker sig mellan tunnelbanestationen Ropsten över Lilla Lidingöbron till Gåshaga brygga, där det finns anslutning till Vaxholmsbåtar. Den trafikeras av SL med linjenummer 21. Trafikentreprenör är sedan 2015 AB Stockholms Spårvägar.
Lidingöbanan utmärker sig genom att den till stora delar är dubbelspårig. Den har karaktär av järnväg och går helt på egen banvall. Lidingöbanan var juridiskt järnväg fram till mars 2009, då den omklassificerades till spårväg med flera undantag. Till skillnad från övriga spårvägar i Sverige tillämpas inte §§9–12 eller 14 i Förordningen om säkerhet vid tunnelbana och spårväg, d.v.s. "vägtrafikreglerna", på Lidingöbanan, eftersom plankorsningarna är järnvägsmässiga och tågen går på egen banvall. 
Lidingötågen har tidigare varit bemannade med konduktörer men i och med det trafikavtal som började gälla i december 2024 ersattes de istället av automater på stationerna.
En två år lång renovering ägde rum mellan juni 2013 och oktober 2015.
Det finns planer på att koppla samman Lidingöbanan med Spårväg City via Lilla Lidingöbron. Det ska då vara möjligt att resa utan byte mellan T-Centralen och Gåshaga brygga. Den nya Lidingödepån ska då fungera som depå även för Spårväg City.

## Historia

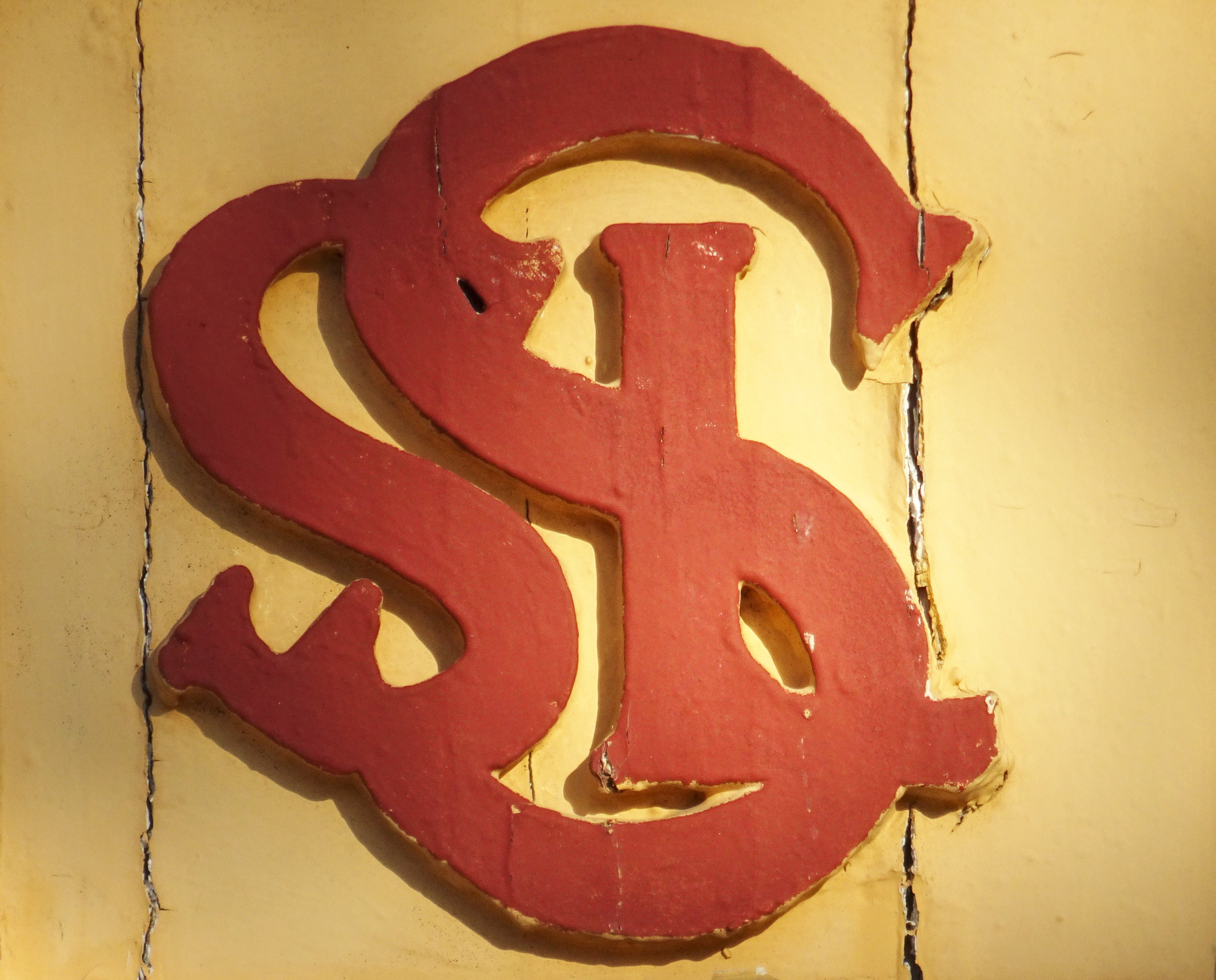
Logo för Stockholm-Södra Lidingön. Här vid hållplats Högberga.

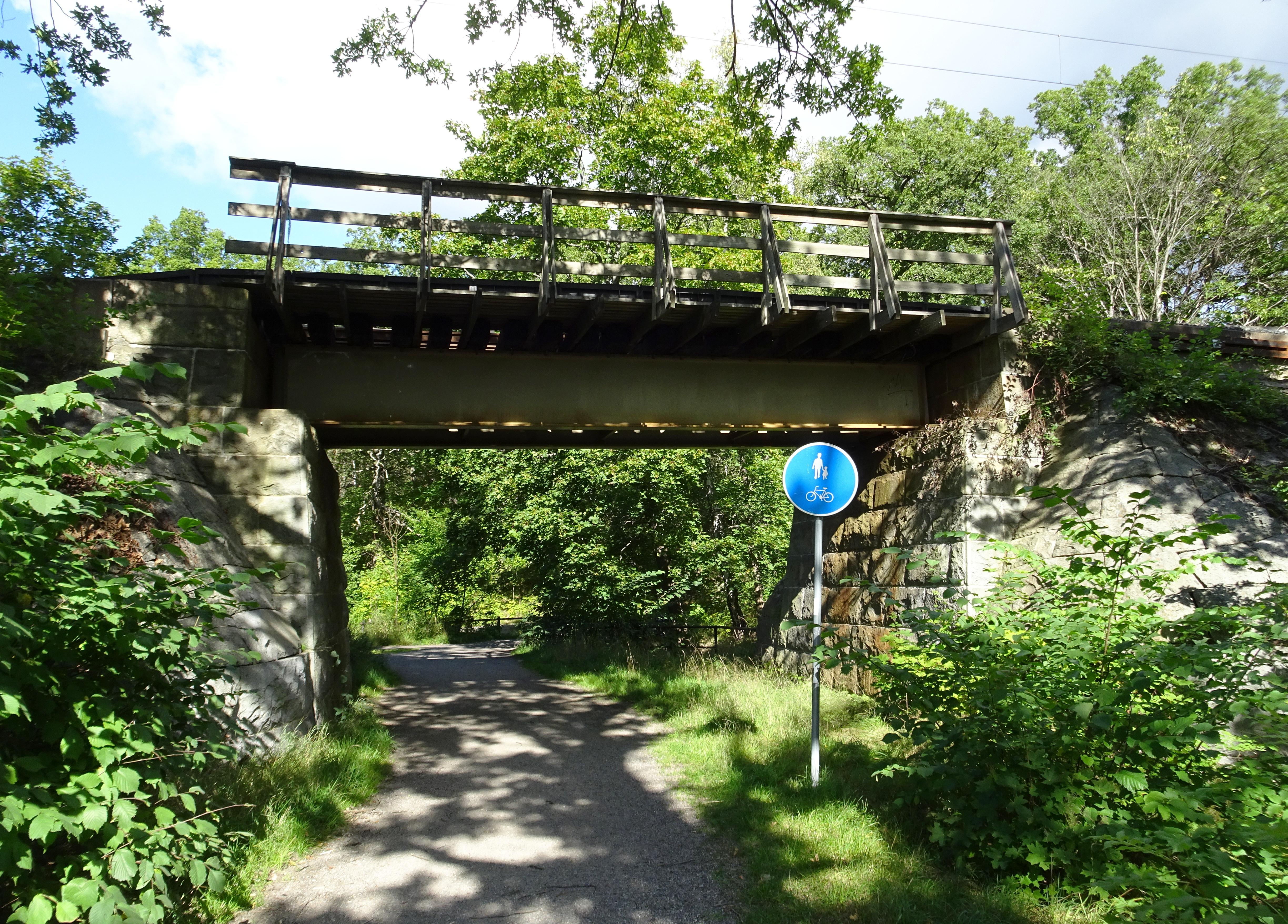
Ursprunglig stål- / stenbro vid Kottlasjön.

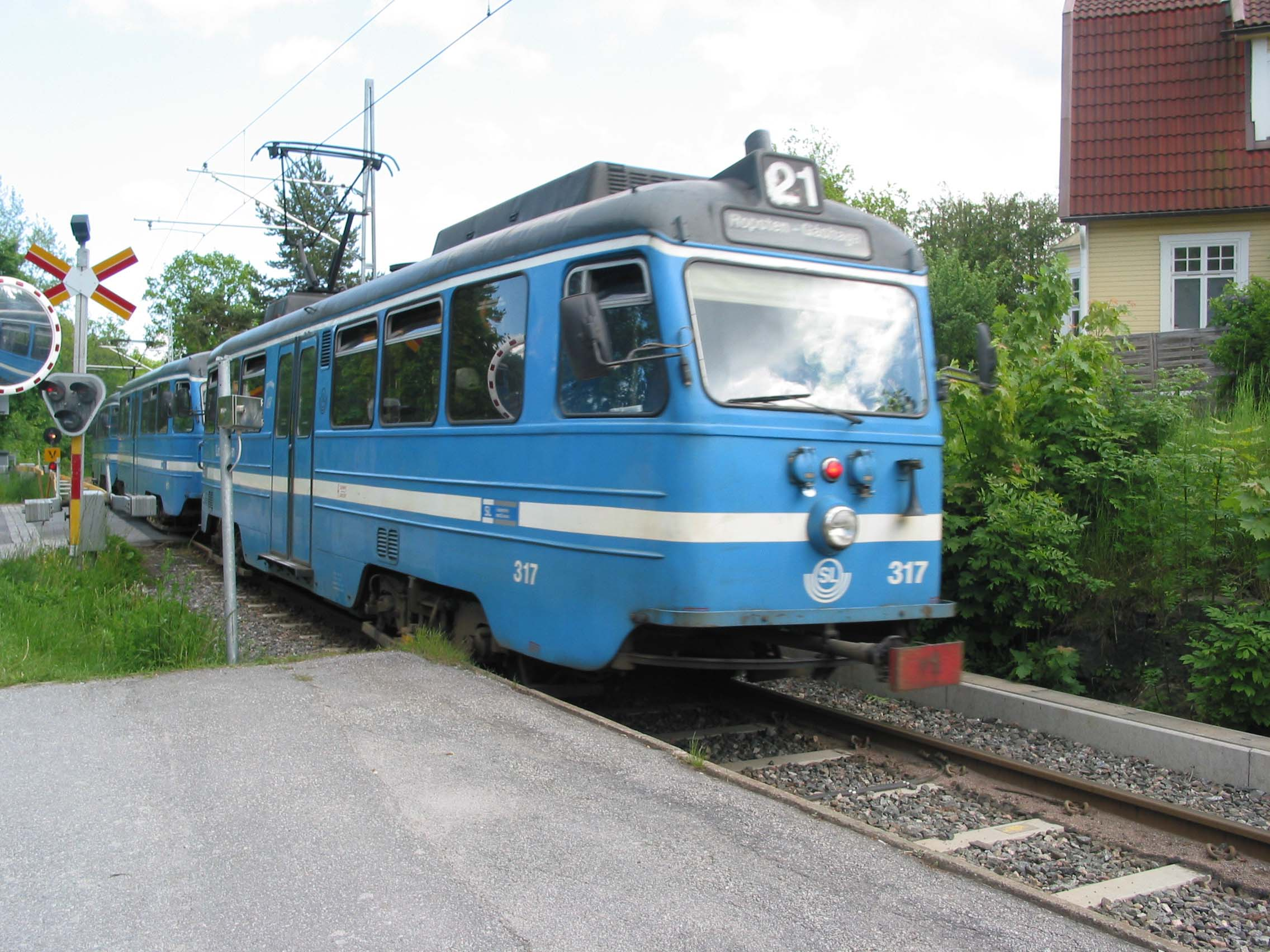
Spårvagnar littera A30 och B30 vid Kottla hållplats.

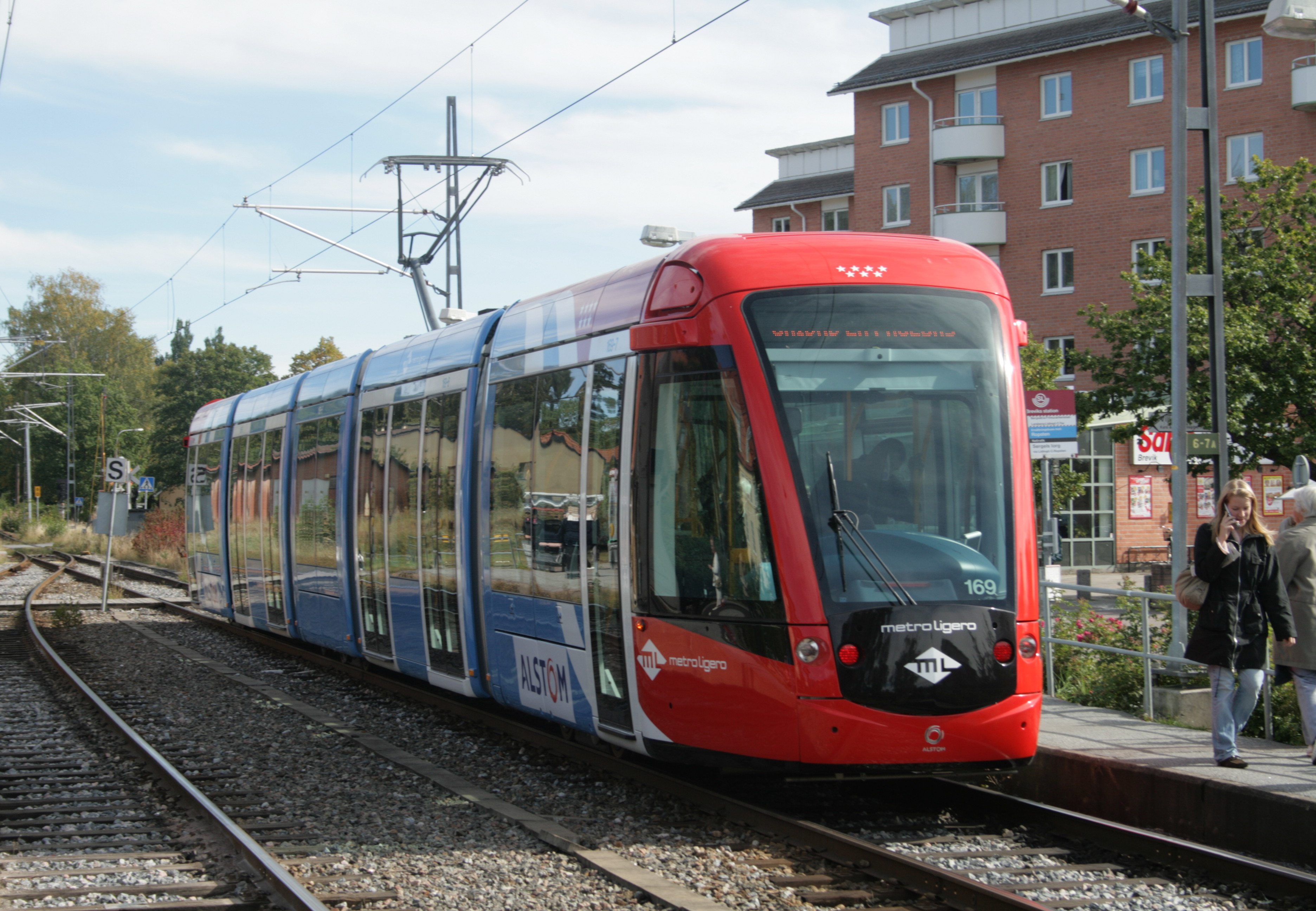
En Alstom Citadis från Metro Ligero de Madrid testas på Lidingöbanan, september 2007.

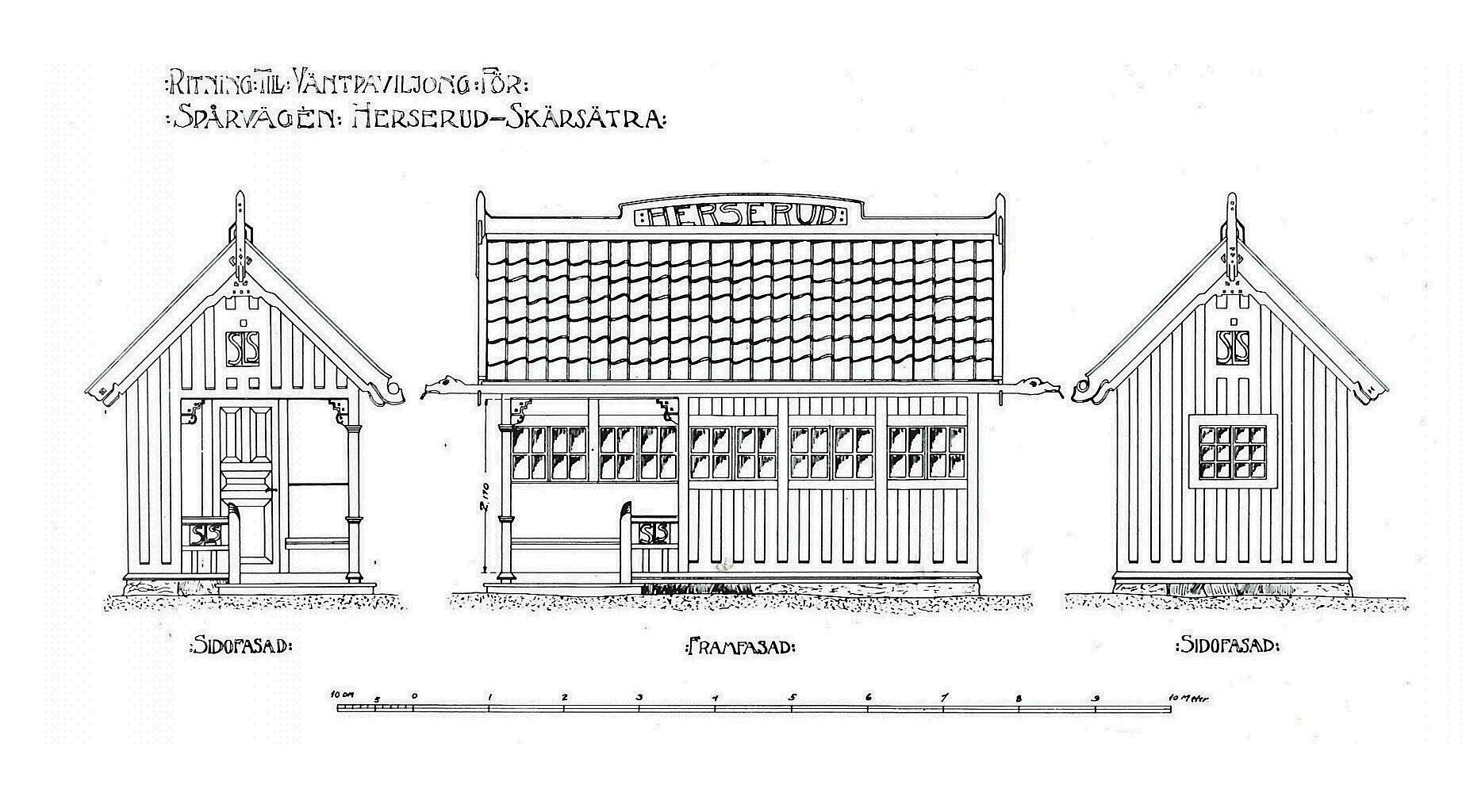
Typritning för "Väntpaviljong för Spårvägen Herserud-Skärsätra", 1913.

Järnvägstrafiken på Lidingö inleddes 1907 på den del som skulle komma att bli Norra Lidingöbanan mellan Islinge och Hersbyholm, 1909 förlängd till Kyrkviken. Från början var den isolerad, men från 1909 sattes en färja in för att skeppa spårvagnar över Lilla Värtan till Ropsten. Den norra banan ägdes av Lidingö Trafik AB, men trafiken utfördes till en början på entreprenad av Stockholms Nya Spårvägs AB. 
År 1912 etablerade Gustaf Dalén företaget Aktiebolaget Gasaccumulator på södra Lidingö. För att ordna kommunikationerna till det nya industriområdet instiftades Trafik AB Stockholm-Södra Lidingön med mål att anlägga en förortsbana. Sträckan Herserud–Parkvägen öppnade 1914, då banan beviljades järnvägskoncession och redan senare samma år skedde en förlängning till Brevik, följd 1916 av en förlängning till Gåshaga nedre (nuvarande Gåshaga brygga). Från Herserud fanns en färjeförbindelse till Ropsten, samt en hiss upp på platån. Banan benämndes ursprungligen Stockholm-Södra Lidingöns Järnväg (SSLidJ), i dagligt tal Södra Lidingöbanan. De båda Lidingöbanorna var således isolerade både från varandra och från spårvägsnätet i Stockholms innerstad. 
År 1925 ersattes den tidigare flottbron över Lilla Värtan av en ny stålbro, den numera rivna Gamla Lidingöbron, vilket innebar att både norra och södra Lidingöbanan kunde kopplas samman med Stockholms spårvägsnät. Södra och norra Lidingöbanan fortsatte dock att vara separata linjer. Norra banan fick linjenummer 20 och Södra banan linjenummer 21, vilket den behåller än idag (mellan 1975 och 1989 benämndes linjen 221 i enlighet med numreringskonventionen (200-serien) för Lidingös lokaltrafik). Spårvagnarna till Lidingö utgick från 1925 till 1967 från en terminal i Humlegårdsgatan och gick gemensamt med spårvägslinje 10 via Sturegatan och Lidingövägen till Ropsten. Vid Ropstensplan vände linje 10 i en vändslinga medan linje 20 och 21 gick gemensamt till Brogrenen, där de delade upp sig. På södra banan tillkom en ny hållplats vid Torsvik.
Gamla Lidingöbron byggdes och ägdes av ett särskilt företag, Värtan−Lidingö Järnväg, som ägdes gemensamt av kommunerna Lidingö stad och Stockholms stad. Tågdriften sköttes av de båda bolagen, i samarbete med Stockholms Spårvägar. På bron samsades spårvagnar, godståg och vägtrafik om samma utrymme, medan gång- och cykeltrafiken från 1950-talet förlades på "vingar" som byggdes utmed brons sidor.
År 1946 infördes samtrafik mellan de båda Lidingöbanorna, där spårvagnarna gick varannan tur på vardera banan. Samtidigt lades hållplatsen Gåshaga nedre ned. Under 1940-talet tillkom nya vagnar, en ny vagnhall och dubbelspår på sträckan Baggeby - AGA (1949).
Persontrafiken sköttes från 1946 till 2013 med så kallade Ängbyvagnar, det vill säga spårvagnar av samma typ som på AB Stockholms Spårvägars förortsbanor. Dessa moderniserades mellan 1988 och 1994 och var före banans avstängning 2013 Sveriges äldsta spårvagnar i reguljär trafik.
Vid högertrafikomläggningen 1967 nedlades spårvagnstrafiken i Stockholms innerstad och därmed upphörde möjligheten att trafikera sträckan Ropsten - Humlegården. En ny ändstation anordnades i Ropsten, i anslutning till den samtidigt öppnade förlängningen av Tunnelbana 2 (röda linjen). I samband med att en ny Lidingöbro för vägtrafik öppnades 1971, lades Norra Lidingöbanan ned, och även hållplatsen Brogrenen. I och med att vägtrafiken flyttade till den nya bron, upphörde blandtrafiken mellan spårvagnar, godståg och bilar. Lidingöbanan har sedan dess gått helt på egen banvall.

### Lidingöbanans stationshus
För Södra Lidingöbanans hållplatser uppfördes mindre stationshus i trä som väderskydd ibland tidningskiosker och enkel service för de resande. De äldsta är från banans invigning 1914. Förebilden var Djursholmsbanans väntpaviljonger. Många är bevarade ut utgör i dag ett viktigt kulturhistoriskt arv vilket konstaterades i en kulturhistorisk byggnadsinventering utförd 2011 på uppdrag av Lidingö stad.

### Upprustning 1983–1986
Efter att godstrafiken upphörde 1982, träffades följande år en överenskommelse mellan SL och Lidingö kommun. Den tidigare nedläggningshotade Lidingöbanan fick en tidsfrist genom att Gamla Lidingöbron skulle rustas för att hålla i ytterligare 30 år. Kommunen tog över ägarskapet och underhållsansvaret för bron, och utlovade också nya bostäder längs banan. Gamla Lidingöbron rustades upp 1983-1986, då tågtrafiken ersattes med buss på sträckan Ropsten - Baggeby. Samtidigt gjorde man en total upprustning av järnvägen på sträckan Baggeby - Ropsten. Sträckan fick då ett nytt signalsystem från ASEA/ABB med linjeblockering. Det resulterade i att det gamla 1950-talets signalsystemet med linjeblockering från AGA på sträckan Baggeby-Torsvik slopades helt. Brons ursprungliga dubbelspår ersattes av enkelspår, i samband med att gång- och cykeltrafiken flyttades från "vingarna" som hade visat sig äventyra brons stabilitet. I gengäld byggdes ett kortare dubbelspår mellan Brogrenen och den nya, extra långa, stationen Torsvik, som ersatte de tidigare hållplatserna Torsvik och Herserud. 

### Upprustning 1991–1993
I början av 1990-talet moderniserades vagnparken och vissa delar av Lidingöbanan. Det innebar att A24B motorvagnar och B24B manövervagnar byggdes om och fick littera A30B och B30B. Motorvagnarna fick under moderniseringen ATC utrustning installerad från Siemens. Lidingöbanan var den första SL ägda järnvägen att utrustas med Automatic Train Control, vilket togs i bruk 1 oktober 1993.

### Upprustning 1997–1998
Under upprustningen år 1997-1998 gjordes ett totalt utbyte av kontaktledningstolpar, räls och slipers på sträckan Gåshaga- Baggeby. Samtidigt utrustades järnvägskorsningen Kottlavägen med en ny vägskyddsanläggning bestående av helbommar. 

### Upprustning 2000–2002
Hållplatserna Centralvägen och Parkvägen ersattes år 2000 av den nya stationen Skärsätra och följande år startade trafiken till Gåshaga brygga åter. År 2004 ersattes vägskyddsanläggningen vid Herkulesvägen (Käppala) med halvbommar,

### Upprustning 2013–2015

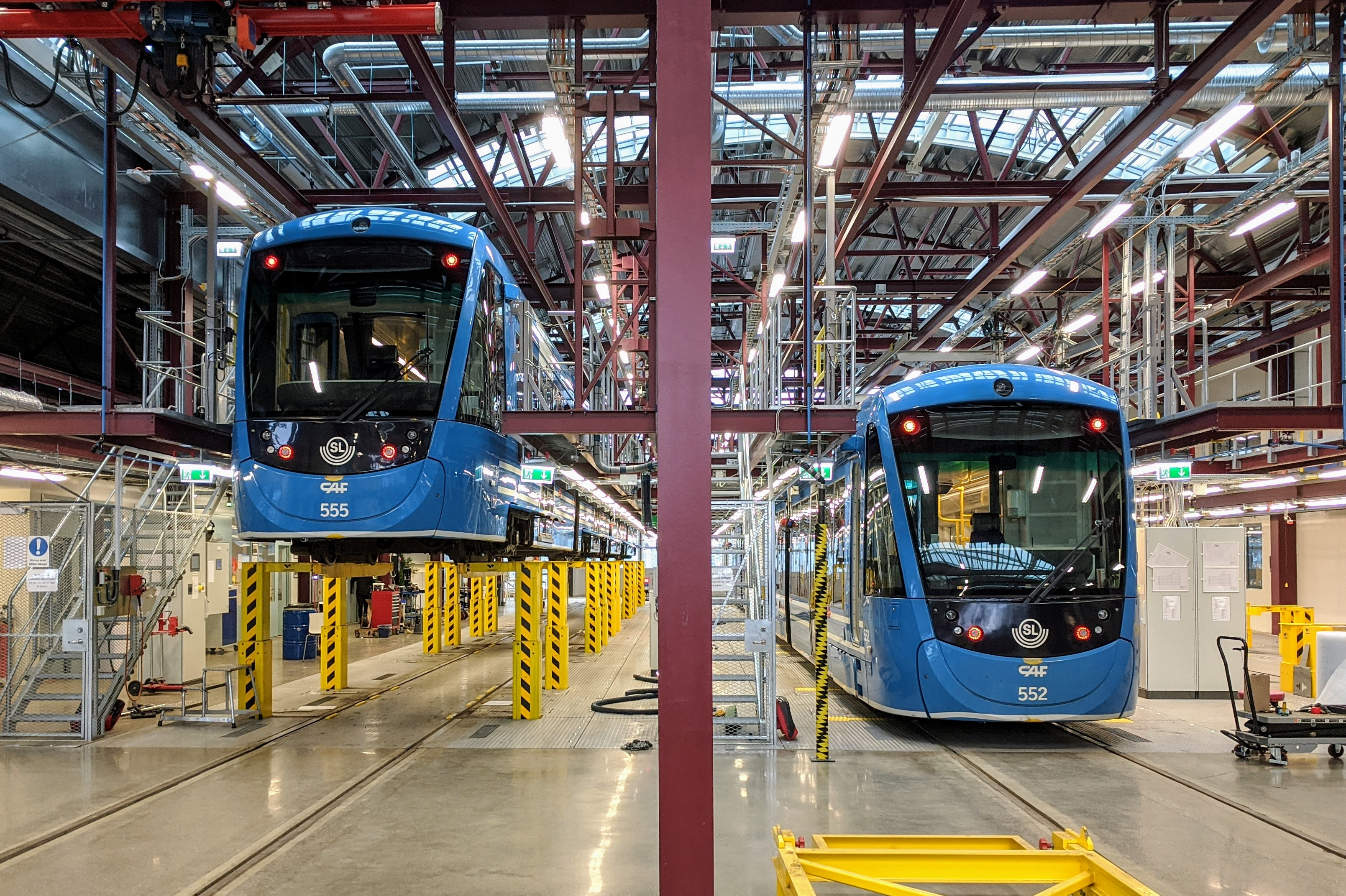
Nya Agadepån.

Lidingöbanan var avstängd från 21 juni 2013 till 24 oktober 2015. Trafiken ersattes med buss. Under avstängningen genomfördes en allmän upprustning av banan och signalsystemet kompletterades. Stationerna byggdes om för att uppfylla moderna tillgänglighetskrav och tillåta 265 cm breda vagnar, vilket numera är standard i Storstockholm. Före avstängningen trafikerades banan av 240 cm breda tåg. Till trafikstarten köptes 7 stycken 265 cm breda och 40 meter långa spårvagnar av typen A36 in. Den äldre Lidingödepån revs och ersattes av en större depå, Agadepån, för cirka 30 stycken 40 meters spårvagnar, för att kunna försörja hela framtida Spårväg City och Lidingöbanan. I ett första skede har endast en mindre del av depån färdigställts.
För att öka banans kapacitet och minska störningskänslighet har nya dubbelspår byggts ut cirka 200 meter västerut från Baggeby, mellan Skärsätra och Kottla och mellan Käppala och Gåshaga brygga. De enkelspåriga hållplatserna Talludden och Gåshaga har lagts ned och ersatts med en hållplats Gåshaga på dubbelspår knappt 200 meter väster om tidigare hållplats. Vid AGA har omkring 400 meter av befintligt dubbelspår ersatts med en ny sträcka längs Södra Kungsvägen, för att ge plats för den nya depån. Här har en ny plankorsning tillkommit med en väg som byggs för att förbättra förbindelserna med bostäderna i Dalénum-området. Flera andra åtgärder genomfördes också, bland annat byggdes dubbelspår på några delsträckor och spårledningarna byttes ut mot axelräknare.
Ursprungligen var planen att banan skulle återöppnas i december 2014, men detta datum sköts fram flera gånger och invigning skedde den 24 oktober och start för ordinarie trafik 25 oktober 2015., då det fanns tekniska problem med signalsystemet. Upprustningen byggde på överenskommelsen mellan SL och Lidingö stad från oktober 2009, samt förstudien (augusti 2011) och järnvägsplanen (september 2012) för Lidingöbanan.[källa behövs]

## Godstrafik och Rastaspåret

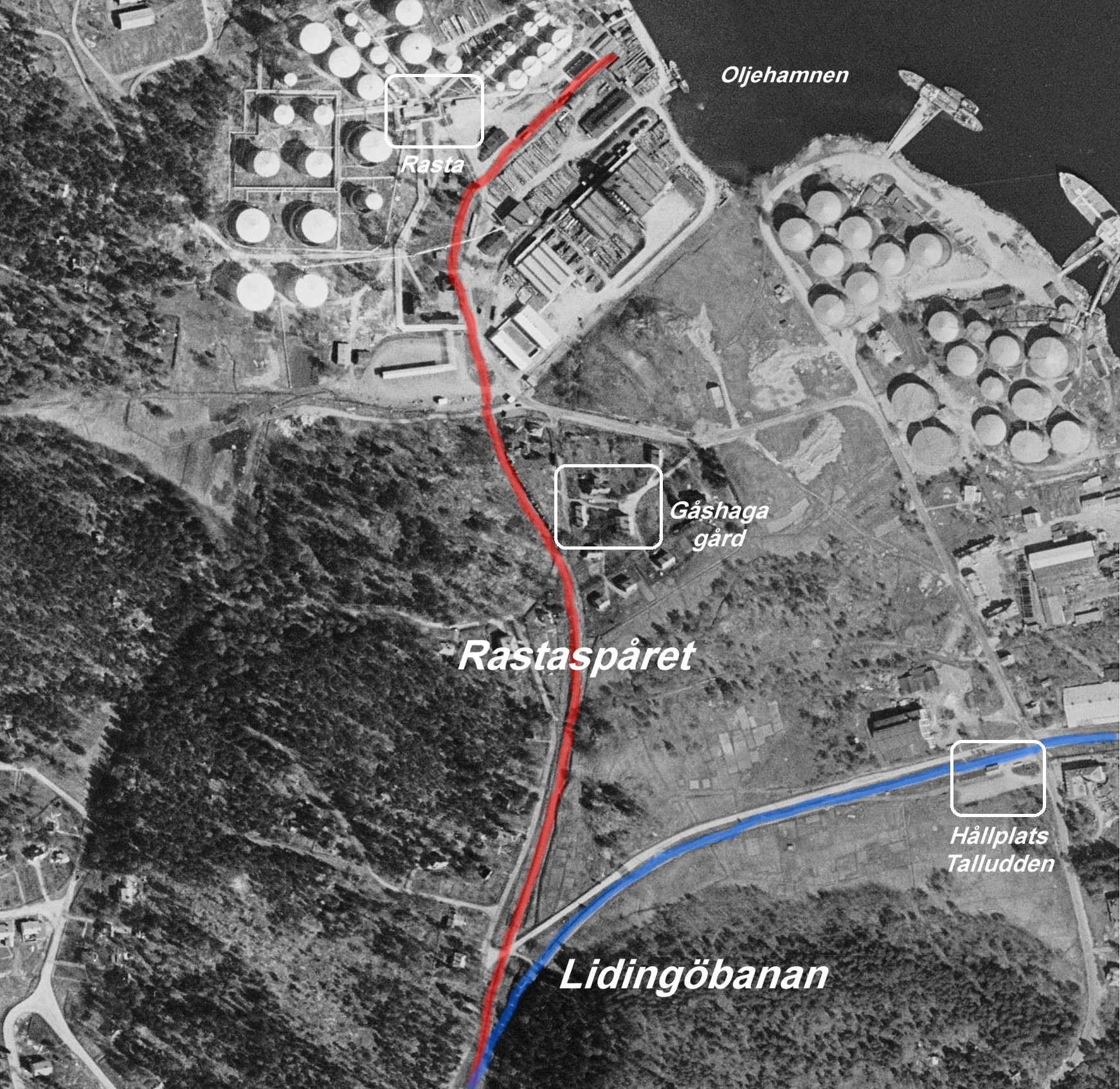
Rastaspåret 1960.

När Lidingöbron invigdes 1925 fick Lidingöbanorna kontakt, förutom med Stockholms spårvägsnät även, med den av Statens Järnvägar ägda Värtabanan, via en överlämningsbangård vid Norra Hamnvägen, vilket möjliggjorde godstrafik till och från Lidingö. Godstrafiken startade år 1925. Åren 1925-1929 drogs enstaka godsvagnar av spårvagnar med en speciell koppelvagn innan ackumulatorloket SSLidJ 200 köptes in från Asea.
Det förekom godstrafik till bland annat AGA och LIVA:s margarinfabrik i Gåshaga. Dessutom fanns en större oljedepå i Rasta, med daglig växling. Det 850 meter långa "Rastaspåret", som byggdes 1928, utgick från en växel cirka 420 meter väster om Talluddens hållplats. För godstrafiken fanns två tvåaxliga lok som även kunde köras på batteri. Vid enstaka tillfällen kunde dessa ersättas av SJ:s diesellok av typen Z65. I början på 1970-talet lämnade Kalmar Verkstad in en offert till SSLidJ på dieselloket Z65. Köpet blev dock aldrig av, då dieselloket Z65 inte kunde dra lika många godsvagnar uppför Herserudsbacken som SSLidJ 200 och 201 kunde göra. 
Godstrafiken minskade under 1970-talet, då de största kunderna, oljedepåerna och margarinfabriken i Gåshaga avvecklades, och AGA upphört att utnyttja banan som transportväg. Godstrafiken upphörde helt 1982 och spårförbindelsen till Trafikverkets spår i Värtan är numera bruten. Vid Gamla Lidingöbrons upprustning 1983–1986 togs ingen hänsyn till godståg. Sedan upprustningen av hela bansträckan 2013–2015 tillåter inte heller banans lastprofil någon godstrafik och Rastaspåret upprevs.

## Lok/Motorvagnar/Personvagnar som trafikerat Södra Lidingöbanan 1914-2013
- A24B
- B24B
- A30B
- B30B
- SSLidJ mv[25]
- SSLidJ200[26]
- SSLidJ201
- Stockholm-Saltsjöns Järnväg XF[27]
- Statens Järnvägar Z65
- Sittvagn B6[28]
- Alstom Citadis

## Organisation
Södra Lidingöbanan var ursprungligen planerad som spårväg och fick även ursprungligen spårvägskoncession. Trots att banans passagerartrafik ända sedan starten 1914 har bedrivits med spårvagnar synes emellertid banan ha betraktats som järnväg. Detta kom att bekräftas från staten som på ett tidigt stadium beviljade bidrag för vägskyddsanläggningar, något som inte beviljades spårvägar. Trots detta rådde viss oklarhet kring både norra och södra Lidingöbanornas status fram till det att statusen som järnvägar bekräftades genom två avgöranden från Högsta domstolen under 1940-talet. När dubbelspåret mellan Baggeby och Aga färdigställdes under slutet av 1940-talet meddelades det järnvägskoncession. Efter medgivande av Järnvägsstyrelsen, i beslut fattat den 28 augusti 2008 efter hemställan från ägaren SL, omklassificerades banan till spårväg den 1 mars 2009.
Från invigningen 1914 och fram till 1990-talet bedrevs trafiken av Trafikaktiebolaget Stockholm-Södra Lidingön, ursprungligen grundat av Gustaf Dalén, sedermera (efter 1972) ett dotterbolag till SL. Detta bolag bedrev även busstrafiken på södra Lidingö. De båda Lidingöbanorna drevs av var sitt trafikbolag och med varsin vagnpark, men i nära samarbete med varandra och med AB Stockholms Spårvägar som blev nuvarande SL; bland annat lånade man regelmässigt vagnar av varandra. På sträckan Ropsten-Humlegården körde man på Stockholms Spårvägars spår, och enligt dessas regler. 1967 förvärvades Södra Lidingöbanan av Kommunalförbundet för Stockholms län (KSL), som var interimistisk trafikhuvudman under SL:s uppbyggnadsfas. Banan kan i och med detta sägas ha blivit en del av SL-trafiken, även om de formella övertagandena skedde senare. 
Trafiken utfördes på entreprenad av Veolia Transport (tidigare Connex) fr.o.m. juli 1999 till augusti 2012 då Arriva Sverige AB övertog entreprenaden. Vid återöppningen 2015 gick uppdraget till AB Stockholms Spårvägar, som även driver Spårväg City. Dessa banor upphandlades i ett och samma "paket", därför att det är planerat att koppla samman dem. 
I september 2007 provade SL/Veolia Transport/Alstom en Alstom Citadis-vagn som sedan skulle gå i Madrid.
Redan under de första testkörningarna visade sig vagnen gå mycket bra, vilket visar att banupprustningen gjort nytta.

## Banans funktion

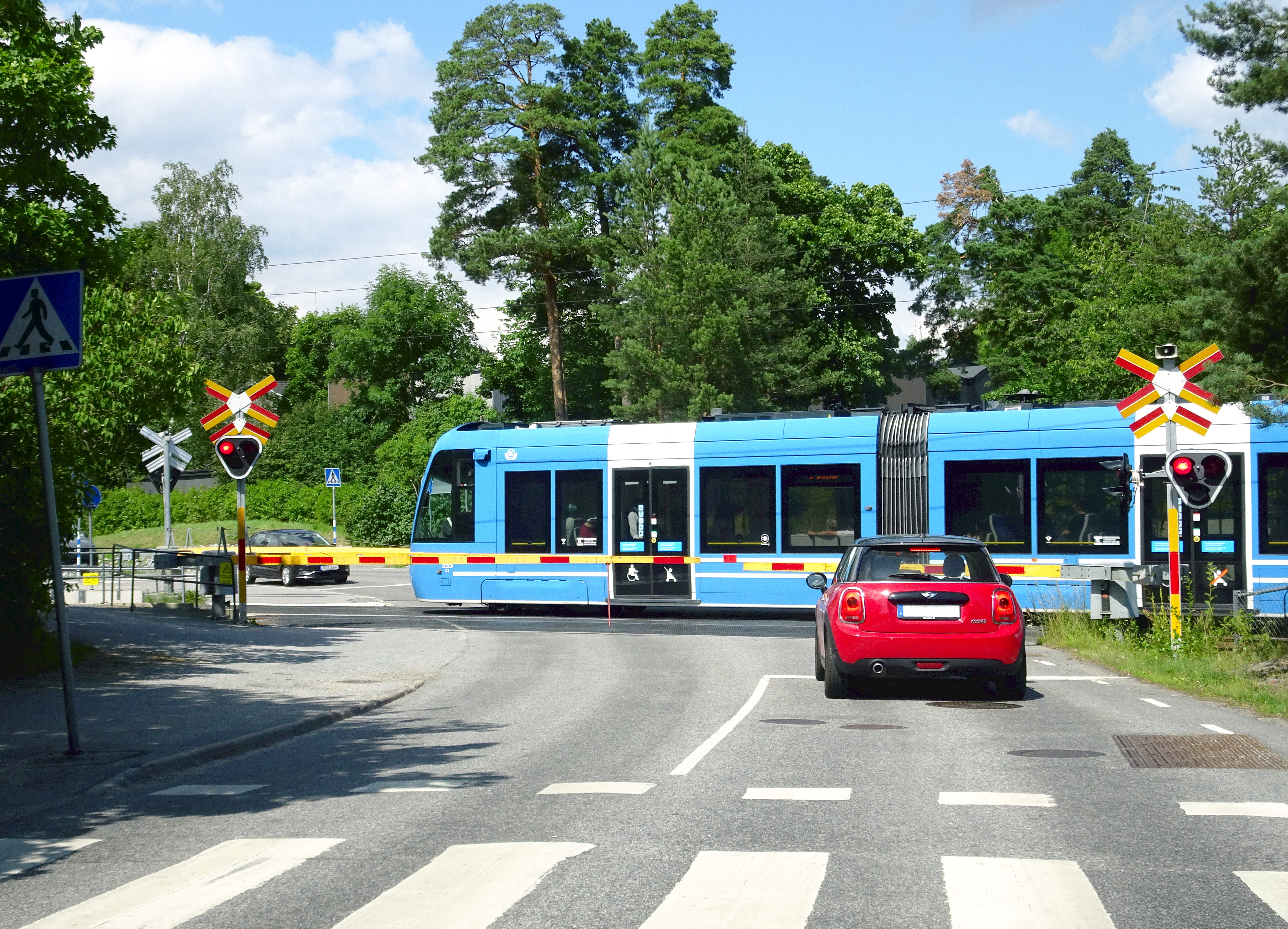
Alla plankorsningar på Lidingöbanan är bevakade med vägskyddsanläggningar, fotot visar korsningen vid Kottlavägen

Banan går helt på egen banvall och har signalsäkerhetssystemet Trainguard Zub 222 från Siemens AB (relätyp), som även finns på Saltsjöbanan. Lidingöbanan är därmed utrustad med axelräknare, fjärrblockering och ATC. Vid behov och när ATC ej fungerar, tillämpas System M. Banan är elektrifierad med 750 V likspänning. Likriktarstationer finns i Ropsten, Baggeby, AGA, Brevik och Gåshaga. Det finns även en separat likriktarstation som tillhör depån.
Alla stationer är mötesstationer (Ropsten, Torsvik, Högberga och Brevik) eller ligger på dubbelspår. Dubbelspåriga sträckor är Baggeby−AGA, Skärsätra−Kottla och Käppala−Gåshaga brygga. Vid AGA finns tre spår, varav ett för vändning av extra vagnar från Ropsten. Övergångsväxlar finns i anslutning till depån och vid Gåshaga brygga. Banan körs huvudsakligen i högertrafik, men vänstertrafik gäller i Högberga samt på sträckan Käppala−Gåshaga.
Trots att Lidingöbanan till största del är enkelspårig är turtätheten relativt hög, var 10:e minut i vardera riktning vid högtrafik. Detta betyder att ett tåg möter ett annat tåg var 5:e körminut om de har samma hastighet, vilket innebär 3−4 möten per tur genom att en tur tar 20 min. Mellan Ropsten och AGA finns möjlighet att köra extra vagnar, vilket ger 5-minuterstrafik. Dock måste de köras som direkttåg på sträckan Ropsten-Aga på grund av kapacitetsbrist. Turtätheten begränsas av de enkelspåriga sträckorna (Ropsten−Torsvik, Torsvik−Baggeby, AGA−Skärsätra, Kottla−Högberga, Högberga−Brevik och Brevik−Käppala).

## Olyckor
- Den 4 juli 1952 inträffade en kollision då tåget från Gåshaga kolliderade med Stockholmståget mellan Högberga och Kottla.[32][33]
- Den 6 oktober 1971 kolliderade ett södergående tåg med ett norrgående tåg strax söder om Brevik station. 20 personer skadades varav 9 personer fick besöka sjukhus[34].
- En person omkom den 31 oktober 2008 efter ha klämts ihjäl av boggin mellan två vagnar vid Larsberg station[35][36].
- En person omkom den 1 december 2012 efter ha blivit påkörd vid Baggeby station[37]
- Den 4 december 2015 krockade Lidingötåg 552 i en hastighet på 60 km med ett nedfallet träd över banan mellan Käppala och Brevik. Alla ombord kom undan med lindriga skador[38]

## Framtid

### Lilla Lidingöbron
Lidingö stad, som äger Gamla Lidingöbron, beslutade under 2012 att inte renovera den nuvarande bron. Istället beslutade man 2017 att bygga en ny bro för gång- och cykeltrafikanter och Lidingöbanan norr om den befintliga, med planerat färdigställande år 2022. Bredden för dubbelspåret på Lilla Lidingöbron kommer bli 8 meter bred och uppfyller därmed kravet på Lastprofil A. Bredden för gång-, cykel och mopedtrafiken blir 7,4 meter. Nuvarande tidplan är att bron förväntas börja byggas våren 2019 och färdigställas 2022. Därefter kommer Gamla Lidingöbron att rivas. Medan gång- och cykeltrafiken började i tid i oktober 2022, försenades starten av järnvägsdriften till den 26 maj 2024 på grund av strukturella och tekniska problem.

### Sammankoppling med Spårväg City

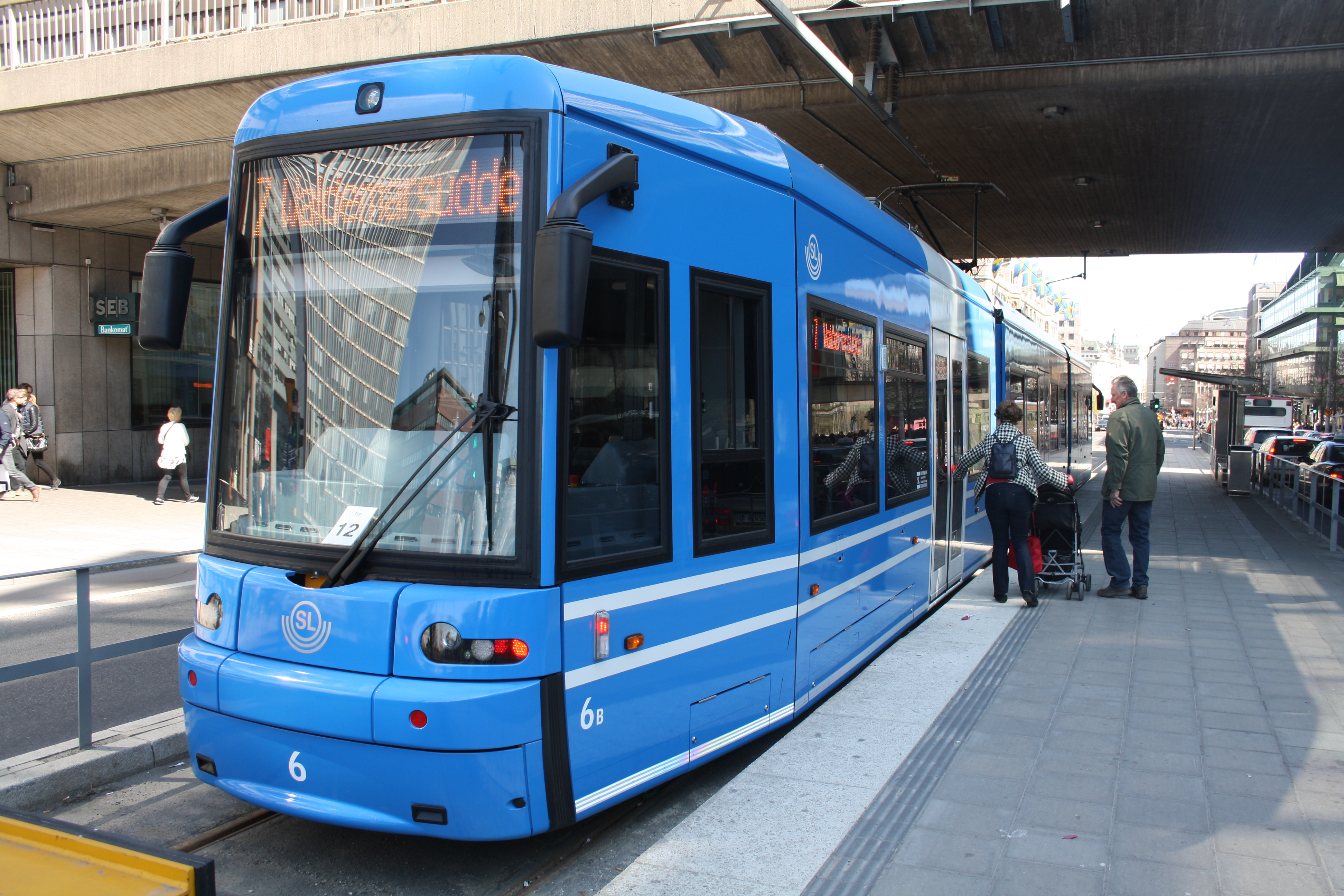
Spårväg City planeras att sammankopplas med Lidingöbanan

Lidingöbanan ska kopplas samman med Spårväg City i Ropsten, vilket möjliggör direkt trafik från Lidingö till Stockholms city, och att den nya depån vid AGA kan fungera som depå för hela Spårväg City. Sammankopplingen avtalades 2009, och planerades då att ske år 2014, men har flera gånger försenats. Under 2013 planerades sammankopplingen att ske omkring år 2020, medan det nu (2024) inte finns några definitiva beslut eller tidplan för en sammankoppling.

### Lidingöbanan via Lidingö centrum?
Sedan år 2006 har det flera gånger utretts att dra Lidingöbanan via Lidingö centrum. Det skulle troligen innebära att stationerna Torsvik och Baggeby läggs ned och ersätts av en ny station vid Lidingö centrum. Eventuellt kan en hållplats vid Torsviks torg planeras in, och hållplatsen Bodal skulle eventuellt kunna ersättas av en ny hållplats längre norrut på den befintliga banan (för att få en jämnare fördelning av hållplatserna).[källa behövs] Genomförandet hänger samman med planer på förtätning kring Lidingö centrum, och överdäckning av Södra Kungsvägen. SL har studerat frågan i en idéstudie. Det finns 2018 inga beslut om en omläggning av banan.
Det har under 2016 även förts diskussioner om att förlänga tunnelbanan till Lidingö centrum (något som diskuterades redan 1960 före bygget av Ropstens station som förbereddes för det). Detta motiveras med ökande behov av bostäder. Sverigeförhandlingen resulterade 2017 inte i något avtal om tunnelbana till Lidingö.